# Gösta Ehrnberg
Gösta Theodor Ehrnberg, född 26 maj 1895 i Simrishamn, död där 1 maj 1981, var en svensk företagsledare. Han var från 1927 gift med Greta Ehrnberg.
Gösta Ehrnberg var son till garveridirektör Alfred Ehrnberg och brorson till Gustaf Ehrnberg. Han genomgick Malmö tekniska skola och utbildade sig därefter genom praktik och resor utomlands till fackman inom lädertillverkningen. Åren 1913–1916 och 1919–1922 besökte han Danmark, Tyskland, Belgien, Storbritannien och Frankrike. År 1922 blev Ehrnberg VD och 1939 styrelseordförande i Ehrnbergs & Sons Läderfabrik med dotterbolag i Simrishamn. Förutom den tidigare tillverkningen av bottenläder och grövre ovanläder togs under Ehrnbergs tid upp tillverkning av möbel-, bil- och bokbinderiläder och andra färgade lädersorter. Gösta Ehrnberg var fullmäktig i Svenska arbetsgivareföreningen, Sveriges industriförbund och Skånes handelskammare samt styrelseordförande i Svenska garveriidkareföreningen, ordförande i Simrishamns sparbank, vice ordförande i Skånska sparbanksföreningen med mera. Han gjorde betydande insatser inom den skånska kulturminnesvården, och innehade framskjutna förtroendeposter där. År 1936 erhöll Ehrnberg Vitterhetsakademiens silvermedalj och Hazeliusmedaljen, blev 1942 korresponderande ledamot av Vitterhetsakademien och var 1920 stiftande ledamot av Vetenskapssocieteten i Lund. Han skrev bland annat Garvareskrået, gamla garvare och garverier i Simrishamn (1929). Makarna Ehrnberg är begravda på Simrishamns gamla kyrkogård.